# Eorcenberht del Kent
Eorcenberht (... – 664) fu sovrano del Kent dal 640 fino alla sua morte, succedendo sul trono al padre Eadbald.
La Leggenda di Mildrith suggerisce che era il figlio più giovane di Eadbald, e che era stato preferito al fratello maggiore Eormenred, anche se è possibile che i due abbiano regnato insieme. 
Secondo la Historia Ecclesiastica Gentis Anglorum di San Beda il Venerabile (III,8), Eorcenberht fu il primo sovrano in Britannia a ordinare la distruzione degli idoli del culto pagano e che venisse osservato il periodo della Quaresima. Dopo la morte di sant'Onorio, arcivescovo di Canterbury, Eorcenberht nominò il primo arcivescovo sassone, Deusdedit (655).
Eorcenberht sposò Sexburga figlia di re Anna dell'Anglia orientale, da cui ebbe due figli: Ecgberht e Hlothhere (entrambi regnarono in successione), e due figlie poi canonizzate: santa Eorcengota, che divenne suora nell'abbazia di Faremoutiers-en-Brie in Europa, e santa Ermenilda, badessa di Ely.